# Swords of Xeen
A Swords of Xeen egy számítógépes szerepjáték, melyet a Catware fejlesztett és a New World Computing adott ki. Eredetileg bónusz küldetésként jelent meg a Might and Magic Trilogy csomagon belül (amely a harmadik, negyedik és ötödik részt takarja), de később néhány antológia részét is képezte. Önállóan kereskedelmi forgalomban sosem jelent meg.

## Fejlesztés
A játék fejlesztése még 1993-ban kezdődött meg, egyszerű Might and Magic V MOD-ként. Később a New World Computing érdeklődését is felkeltette a játék, s minden segítséget megadtak a készítés során. Néhány grafikai elemet ügyesen kihasználtak a fejlesztők, a végletekig kihasználva az engine-t.

## Történet
A játék sztorija nem kötődik a Might and Magic-sagához. A helyszín egy Havec nevű világ, amelyet Alamar, az ötödik részben megismert főgonosz megtámad. A hősöknek ezt a földet kell megvédeniük, miután a Sárkányfáraó piramisában egy titkos átjárón keresztül meglelik az oda vezető utat.